# Мельхус
Мельхус (норв. Melhus) — коммуна в губернии Сёр-Трёнделаг в Норвегии. Административный центр коммуны — город Мельхус. Официальный язык коммуны — нейтральный. Население коммуны на 2008 год составляло 14 457 чел. Площадь коммуны Мельхус — 696,06 км², код-идентификатор — 1653.

## История населения коммуны
Мельхус как коммуна появился в 1838 году. В 1865 от него отделилась коммуна Холонда, а в 1880 отделилась ещё одна коммуна. В 1964 году они всё и ещё несколько коммун были объединены в одну большую коммуну — Мельхус.
Население коммуны за последние 60 лет.

Статистика коммуны Мельхус

## Известные уроженцы
- Транмель, Мартин (1879—1967) — норвежский политический деятель.
- Энген, Ингрид(1998 г.р.)- известная футболистка, член сборной Норвегии, полузащитник-защитник Барселоны.